# Beck (slægter)
 For alternative betydninger, se Beck. (Se også artikler, som begynder med Beck)
Beck er navnet på flere danske slægter, af hvilke den mest kendte er en sjællandsk uradelsslægt, som er uddød i Danmark, men som stadig lever i Sverige under navnet Beck-Friis. Navnet føres også af mange tyske adelsslægter og af nogle engelske slægter.

## Våben
En sølv-lilje i blåt felt, på hjelmen to skråtstående sølv-liljer.

## Den uradelige slægt Beck
Allerede omkring 1300 kendes adelsmænd af dette navn; deres forbindelse med denne slægt kan dog ikke påvises. Den sjællandske adelsslægt føres tilbage til Lasse Beck til Førslev (død 1501). Hans eneste kendte søn var rentemester Joachim Beck (død 1572) til Førslev, der havde syv børn, blandt hvilke landsdommer Lauge Beck (ca. 1530-1607). Denne havde i første ægteskab sønnen Jacob Beck (1566-1622) til Beldringe, Gladsakse og Bosjø Kloster i Skåne, hvis yngste søn var lensmand Joachim Beck (ca. 1602-1682). I andet ægteskab med Else Friis havde Joachim Beck bl.a. sønnen Lauge Beck (død 1710), der havde otte børn med grevinde Leonore Sophie Corfitsdatter Ulfeldt.
Ovennævnte Lauge Beck til Førslev (ca. 1530-1607) havde i andet ægteskab sønnen Sivert Beck (1566-1623), der er fader til brødrene Steen Beck (1603-1648) til Førslev m.m. og landsdommer Lauge Beck (1614-1659) til Førslev og Herlufstrup. Slægten uddøde i Danmark i begyndelsen af 1700-tallet.

### Beck-Friis
Blandt Lauge Becks (død 1710) otte børn var Joachim Beck (1684-1741), som var gift med en datter af den danske kansler Christian Friis. Joachim Beck var svensk oberstløjtnant og introduceredes 1723 på Riddarhuset. Han fik af Christian VI 8. maj 1733 dansk patent på navnet Beck-Friis, da han tiltrådte Stamhuset Hevringholm. Samtidig fik han tilladelse
til at forene de "skaktavl"-Friis'ers navn og våben med sit eget. Da han kun efterlod sig en datter, gik stamhuset 4. august 1741 gik over til hans broder, major Corfitz Ludvig Beck-Friis (1685-1761), der samtidig fik det sammensatte navn.
Corfitz Ludvig Beck-Friis (1685–1761) var fader til rigsråden Joakim Beck-Friis (1722–1797), som 1770 blev friherre og 1771 greve. 1791 blev greveværdigheden også givet til hans brødersøn, Corfitz Ludvig Beck-Friis (1767–1834), som er stamfader for den nulevende slægt.
Joakim Beck-Friis fik tilladelse til at ombytte stamhuset Hevringsholm i Danmark med et i Sverige, og han erhvervede da Fiholm Slot og Börringekloster Slot, hvor han 1763 lod opføre en ny hovedbygning. Fiholm Slot blev solgt 1907 og erstattet af et pengefideikommis.
Af slægtens kendte medlemmer kan nævnes:
- Joakim Beck-Friis (1722-1797), rigsråd
- Corfitz Beck-Friis (1824-1897), greve, riksdagsman
- Joachim Tawast Beck-Friis (1827-1888), friherre, hofmarskal og riksdagsmedlem
- Lave Gustaf Beck-Friis (1834-1904) friherre, godsejer og diplomat
- Joachim Beck-Friis (1856-1927), friherre, disponent og riksdagsmand
- Lave Beck-Friis (1857-1931), herredshøvding og riksdagsmedlem
- Hans Joachim Beck-Friis (1861-1939), diplomat
- Johan Beck-Friis (1862-1929), landbrugsminister og riksdagsmedlem
- Carl Beck-Friis (1886-1969), brugsejer og politiker
- Johan Beck-Friis (1890-1969), ambassadør og kabinetskammarherre
- Hans Gustaf Beck-Friis (1893-1982), diplomat
- Barbro Beck-Friis (født 1931), læge og professor
- Lisbeth Palme (1931-2018), født Beck-Friis, børnepsykolog, enke efter Olof Palme
- Regina Beck-Friis (1940-2009), født Nordenfelt, danser og koreograf
- Johan Jansson Beck-Friis, informationschef på Sveriges veterinärförbund og chefredaktør for Svensk veterinärtidning
- Richard Beck-Friis Häll (født 1957), oberstløjtnant, kommandant på Stockholm Slot

## Sværdadelsslægten von Beck
En bremisk adelsslægt von Beck eller Beeck kom til Danmark med Johan Thomas Beeck (ca. 1691-1747), der var søn af oberst Ludvig Beeck i Bremen. Johan Thomas Beecks søn Christian Frederik von Beck (1743-1813) naturaliseredes 30. juli 1777 og fik tilladelse til at føre uradelsslægten Becks våben. Hans efterslægt lever for en stor del i Tyskland og Amerika.
Naturalisationen som dansk adelsmand af den uradelige slægt Beck skete på det grundlag, at hans familie "fra Alders Tid stammede fra gammel bremisk Adel", hvilket vitterligt var urigtigt. Faderen bar end ikke det samme navn, han selv antog. Der var altså reelt tale om en nyadling.
Christian Frederik von Beck blev gift 1782 med Ingeborg Astrup, datter af justitsråd Jens Astrup til Eskilstrup, og efterlod to døtre, hvoraf den ældste Sophie Margaretha Louise (1784-), 1809 blev gift med major Gregorius Martinus von Klauman (1780-?), samt en søn, Jens Johan Frederik von Beck (1789-1831), major i Livgarden til Fods, gift 1813 med Catrine Harboe (død 1829).
Af hans tre sønner:
1. Gunder Christian Frederik von Beck (1814-1879), kammerjunker, major af infanteriet
2. Jens Johan Frederik von Beck (1816-1895), ritmester i kavaleriet
3. Carl Eduard von Beck (1819-1904), oberst af kavaleriet, ejer af Aluminia

havde den førstnævnte i ægteskabet med frøken Drestrup en datter, den anden i ægteskabet med frøken Køster en søn samt i ægteskabet med Christiane von Krogh en datter, indskrevet i Vallø Stift, og fire sønner, og den tredje i ægteskabet med frøken Schiøtt fra Rugård en datter, indskrevet i Vallø Stift, og en søn. Blandt Carl Eduard von Becks sønner var hofjægermester og kammerjunker Harald Eduard von Beck til Stensø (1855-1911).

## Tyske adelsslægter
Der findes flere tyske adelsslægter med navnet Beck. Den mest kendte af disse stammer fra Allgäu og kan føres tilbage til bonden Peter Beck (1657-1752). Slægten bosatte sig senere i rigsstaden Gengenbach. Dennes efterkommer, militærlæge Bernhard von Beck (1821-1894) blev den 4. februar 1884 i Karlsruhe ophøjet i Badens adelsstand. Adlingen blev fulgt op af en adling i Preussen den 10. marts 1884. Bernhard von Beck var fader til de to preussiske generalløjtnanter Franz Ferdinand Maximilian Constantin von Beck (1850-1933) og Richard Reinhold Emil Eduard von Beck (1851-1909) samt lægen Bernhard Ferdinand Berthold Rudolph von Beck (1863-1930).
Til denne slægt hører også grenene Beck-Rzikowsky og Beck von Schwörburg. Førstnævnte blev i 1861 ophøjet i den kejserligt østrigske ridderstand, 1878 i friherrestanden og 1906 i grevelig stand. Beck von Schwörburg blev i 1854 ophøjet i den kejserligt østrigske ridderstand, men fører et andet våben.

## Danske borgerlige slægter
Antallet af borgerlige slægter med navnet Beck er stort. Af disse kan nævnes en fynsk lægt, der føres tilbage til Jens Thomsen Beck (1675-1763), som formentlig er født på Bækgården i Hjortlunde Sogn ved Ribe. Han var fader til byfoged i Middelfart Thomas Beck (død 1759), der havde 19 børn, af hvilke den yngste var den bekendte biskop i Akershus Stift Frederik Julius Beck (1758-1822); en ældre søn var herredsfoged i Løve Herred Eckardt Frederik Beck (1755-1819), hvis søn, provst i Løve og Ars Herreder Johan Philip Hunæus Beck (1788-1865) var fader til Indre Missions pastor Johan Vilhelm Beck (1829-1901) og godsinspektør på Lerchenborg, etatsråd Eckardt Frederik Beck (1827-1896), hvis datter var koncertsangerinde Nathalia Nina Ellen Beck (1873-1953).

## Engelske slægter
Der findes nogle engelske slægter med navnet Beck. Den mest kendte engelskmand med navnet er Harry Beck (1902-1974), designer af London Underground netværkskortet ("the tube map").